# استان ساخالین

استان ساخالین در نقشهٔ روسیه.

استان ساخالین (به روسی: Сахали́нская о́бласть، تلفظ: ساخالینسکایا اُبلاست) یکی از واحدهای فدرالی روسیه است.
این استان از جزیره‌های ساخالین و کوریل تشکیل شده‌است.
مساحت این استان ۸۷٬۱۰۰ کیلومتر مربع و جمعیت آن در سال ۲۰۰۲ برابر با ۵۴۶٬۶۹۵ نفر بوده‌است. مرکز آن شهر یوژنو-ساخالینسک با ۱۷۰ هزار نفر جمعیت می‌باشد.
بجر مردمانی که از سراسر روسیه به ساخالین مهاجرت کرده‌اند، جمعیت بومی آن از اقوام نیوخ∗ و آینو تشکیل شده‌است. آینوها به‌تازگی زبان اصلی خود را از دست داده و روس‌زبان شده‌اند.
مالکیت چهار جزیره در شبه جزیره کوریل در بخش جنوبی استان ساخالین مورد ادعای ژاپن است.